# Olav Nilsen (fodboldspiller)
Nils Olav Nilsen (24. januar 1942 - 11. oktober 2021) var en norsk fodboldspiller (midtbane/angriber) fra Stavanger. 
Nilsen tilbragte hele sin karriere hos Viking FK i sin fødeby, og var med til at vinde tre norske mesterskaber med klubben. Han stoppede karrieren i 1975 efter at have spillet over 200 ligakampe for Viking. Han fungerede også kortvarigt som klubbens træner.
Over en periode på næsten ti år spillede Nilsen desuden 61 kampe for Norges landshold, hvori han scorede 17 mål. Han debuterede for landsholdet i en EM-kvalifikationskamp mod Sverige 21. juni 1962.

## Titler
Tippeligaen
- 1972, 1973 og 1974 med Viking

Norsk pokal
- 1960 med Viking